# Pierre Chanoux
Pierre Chanoux (Champorcher, Valle de Aosta, 3 de abril de 1828-La Thuile, Valle de Aosta, 10 de febrero de 1909) fue un presbítero, alpinista, poeta, y botánico italiano.

## Biografía
Nació en la localidad de Chardonney de Champorcher, en el Valle de Aosta, ingresó tempranamente en la vida sacerdotal.
En el 1859 fue nominado como rector del albergue-Hospicio de "Hospice du Petit-Saint-Bernard" en el Puerto del Pequeño San Bernardo, entonces en territorio italiano.
Apasionado del alpinismo, fue uno de los primeros miembros del naciente Club Alpino Italiano.
Apasionado de la botánica, estaba en contacto con la gente famosa de esta rama de la ciencia (Henry Correvon y Lino Vaccari) y creó en el Puerto del Pequeño San Bernardo un jardín botánico que luego tomó el nombre de Chanousia.
Chanoux murió en el hospicio en 1909. Descansa en la pequeña capilla en el puerto de montaña, cerca de las cosas que para el eran más queridas: el hospicio y "su" Chanousia.
Algunos lugares relacionados con "Pierre Chanoux".

Detalles
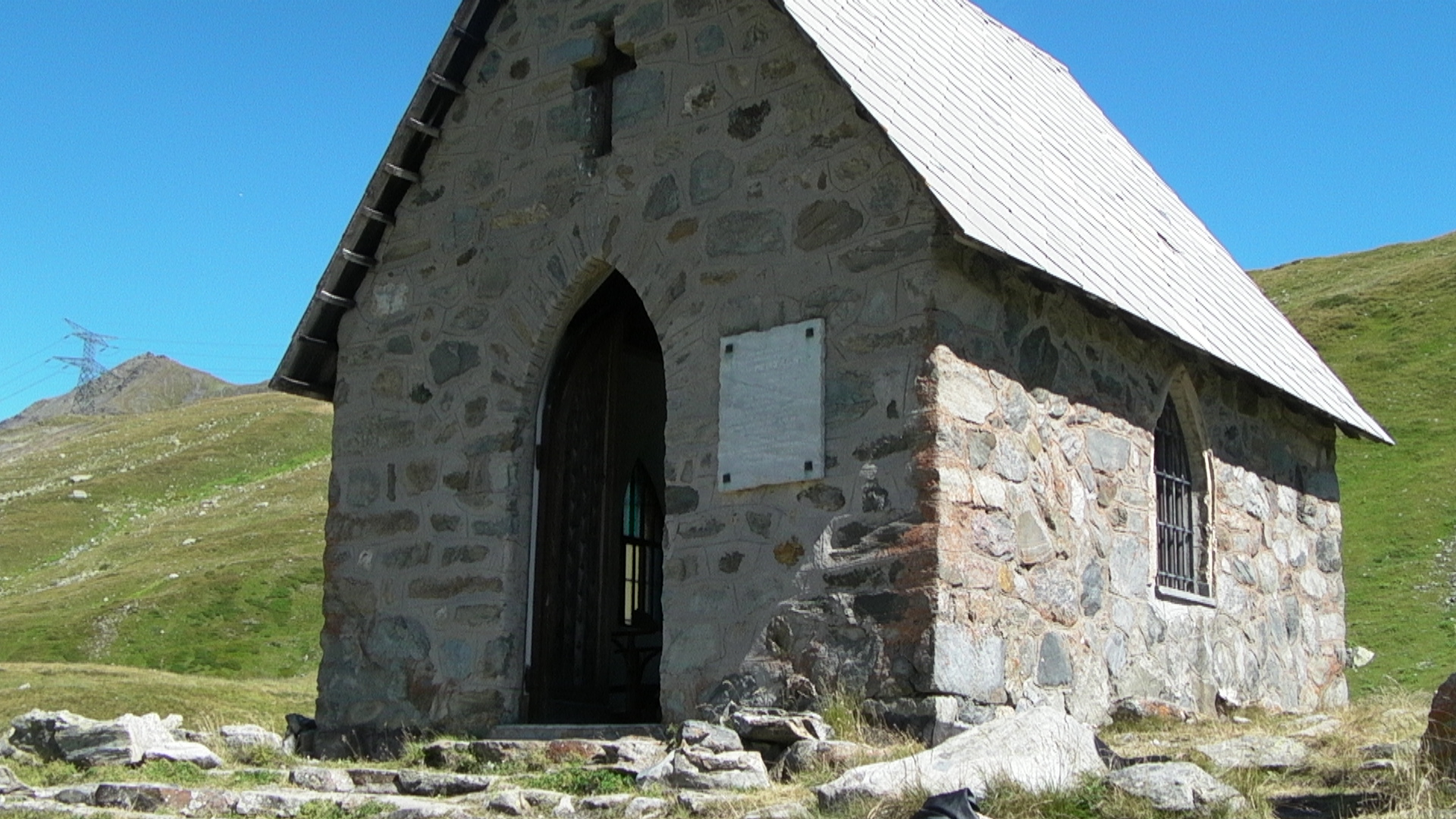
Capilla funeraria del abad Chanoux en la proximidad del Jardín Alpino Chanousia
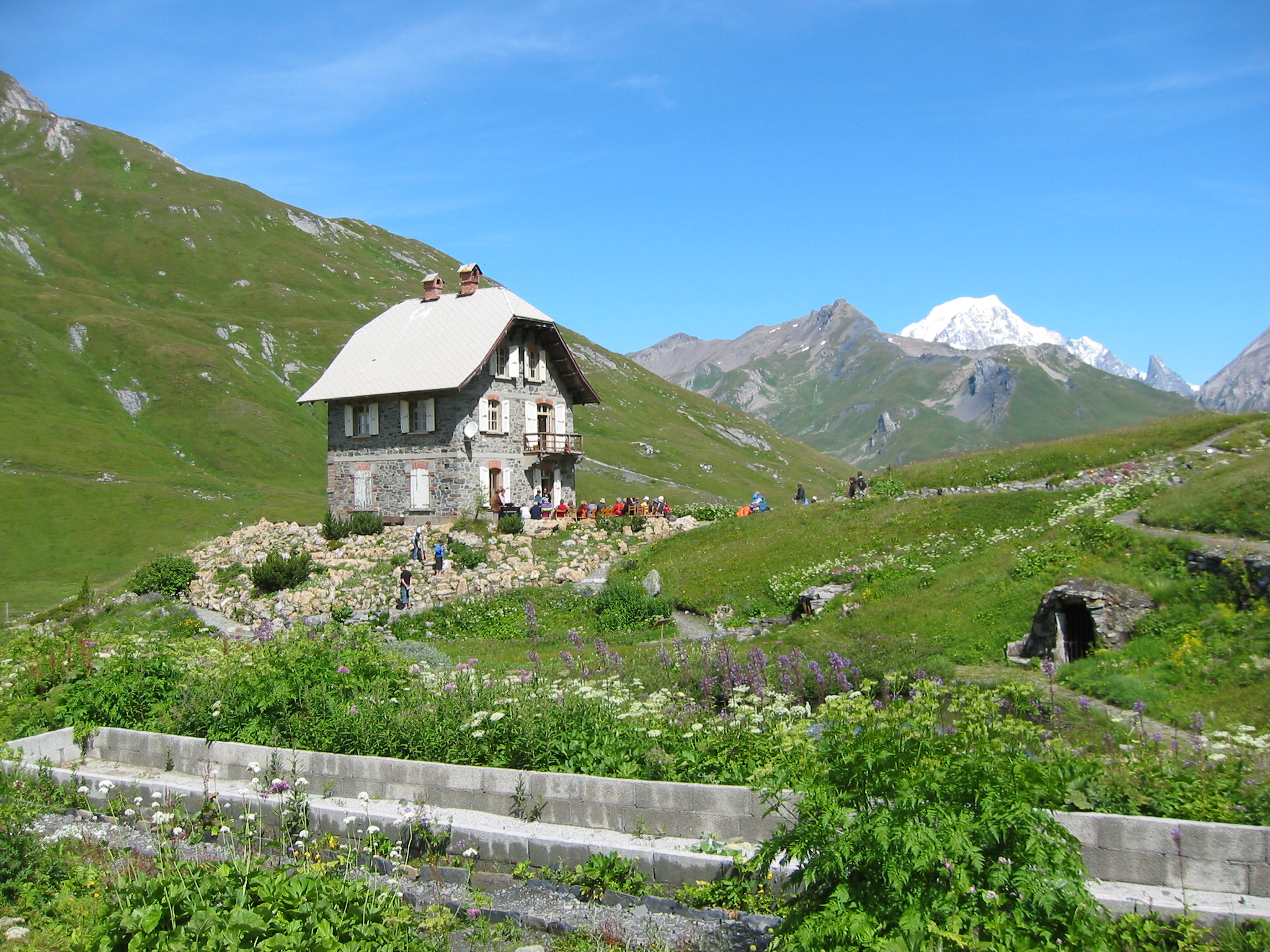
Vista del Jardín Alpino Chanousia.